# 反恐金融情報辦公室
反恐金融情報辦公室，也译作恐怖主义和金融情报办公室、恐怖主义与金融情报局，是美国财政部下辖的一个部门，成立于2004年3月，其任务是制定和实施美国政府在美国境内和国际上打击恐怖主义融资的战略、“美国国家反洗钱战略”以及其他打击金融犯罪的政策和计划。
TFI汇集了该部门的情报和执法职能，其双重目标是保护美国金融系统不被非法使用，以及打击流氓国家、恐怖主义协助者、大规模毁灭性武器扩散者、洗钱客、毒枭和其他对美国国家安全构成威胁的不法分子。
TFI负责监督恐怖分子资助和金融犯罪办公室（Office of Terrorist Financing and Financial Crimes）、情报和分析办公室（Office of Intelligence and Analysis）、外国资产控制办公室、金融犯罪执法局和资产没收国库执行办公室（Treasury Executive Office for Asset Forfeiture）。

## 历史
反恐金融情報辦公室于2004年3月成立。首任副部长斯图尔特·A·利维（Stuart A. Levey）于2004年7月21日宣誓就职。他是前美国总统小布什的政治任命者，奥巴马要求他继续在该机构供职。利维一直任职到2021年3月，随后大卫·S·科恩（David S. Cohen ）于同年6月30日继任（2015年2月9日辞职）。亚当·苏宾（Adam J. Szubin）继任该职位（任期：2015年4月16日至2017年2月13日）西格尔·曼德尔克（Sigal Mandelker）于2017年3月获时任总统唐纳德·特朗普提名，参议院于2017年6月21日批准该提名。该职位自曼德尔克于2019年10离职后便一直空缺。